# Замоскворецкий клуб спорта
«Замоскворецкий клуб спорта» (ЗКС) — российский футбольный клуб. Был создан в 1910 году англичанином Егором Ричардовичем Бейнсом, ткацким мастером. Форма: двухцветные рубашки — половина чёрная, половина красная.

## Названия
- 1910—1923 год — ЗКС («Замоскворецкий клуб спорта»)

## История
Учредители ЗКС:
- Егор Ричардович Бейнс
- Иосиф Фомич Брукс
- Леонид Петрович Викторов
- Андрей Иосифович Герд
- Дмитрий Иосифович Зеленский
- Владимир Романович Крепелька
- Борис Владимирович Кудинов
- Карл Романович Леман
- Карл Карлович Риглер
- Иван Платонович Смирнов
- Фома Фомич Флетчер
- Александр Евгеньевич Швицер

«Замоскворецкий клуб спорта» (ЗКС) был основан 11 апреля 1910 года из части игроков «Даниловского клуба спорта» (ДКС). В первую команду клуба вошли пять англичан и шесть русских футболистов: братья Филатовы, Антонов, Лебедев, Николаев и Валентин Сысоев.

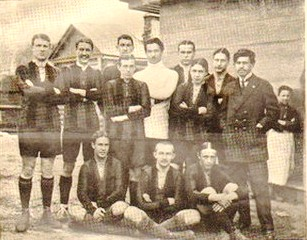
Футбольная команда «Замоскворецкого клуба спорта» перед матчем с командой «Спорт» из Санкт-Петербурга (победа ЗКС со счетом 8:3), 1912 год

Уже в сезоне 1910 года в клубе было пять команд, первая из которых принимала участие в розыгрыше Кубка Фульда. Всего в клубе состояло около 100 человек. Наиболее известные игроки ЗКС, участники сборной Москвы: Николаев, Василий Житарев, нападающий Валентин Сысоев, защитник Сергей Сысоев, Филатов, Воздвиженский, Никитин, братья Романовы, Варенцов, Бабыкин. Вступить в клуб можно было по рекомендации двух его членов, размер членского взноса для действительных членов составлял 12 рублей, для «соревнователей» — 10 рублей. Вступительный взнос составлял 3 рубля. Желающие стать пожизненным членом ЗКС (а были и такие) должны были заплатить единовременно 120 рублей.
Финансовая помощь клубу оказывалась Даниловской мануфактурой, заводом Гоппера (директор завода, А. В. Гоппер был заядлым спортсменом, занимал пост Командора Московского речного яхт-клуба), барона Кнопа, Г. П. Нейвеллера и других организаций и частных лиц. В клубе к 1910 году состояло 100 человек, располагался он на Мытной улице, напротив фабрики Брокара. Сначала клуб арендовал участок земли на Павловской улице (в районе нынешнего метро «Тульская»), но уже через год у клуба было свое собственное футбольное поле на Большой Калужской улице, перед Нескучным садом. Долгие годы это поле было одним из лучших в Москве. Официальное открытие клуба состоялось 11 апреля 1910 года. Выступала команда в красных рубашках с продольными широкими полосами, которая обязательно выпускалась поверх трусов (в этом был особый шик, «фирменный стиль» ЗКС).
Весной 1920 года клуб сыграл первый международный для советских команд матч — с командой Рабочего спортивного союза Финляндии (ТУЛ), выиграв его 7:1. Позже на стадионе, на котором был сыгран этот матч, играть продолжала футбольная команда РДПК. Сам стадион находился рядом со станцией метро «Автозаводская».
18 апреля 1922 года ЗКС сыграли матч с командой МКС. В котором уступили 2:3. Дата этого матча стала, официальной датой основания МКС.

## Стадион

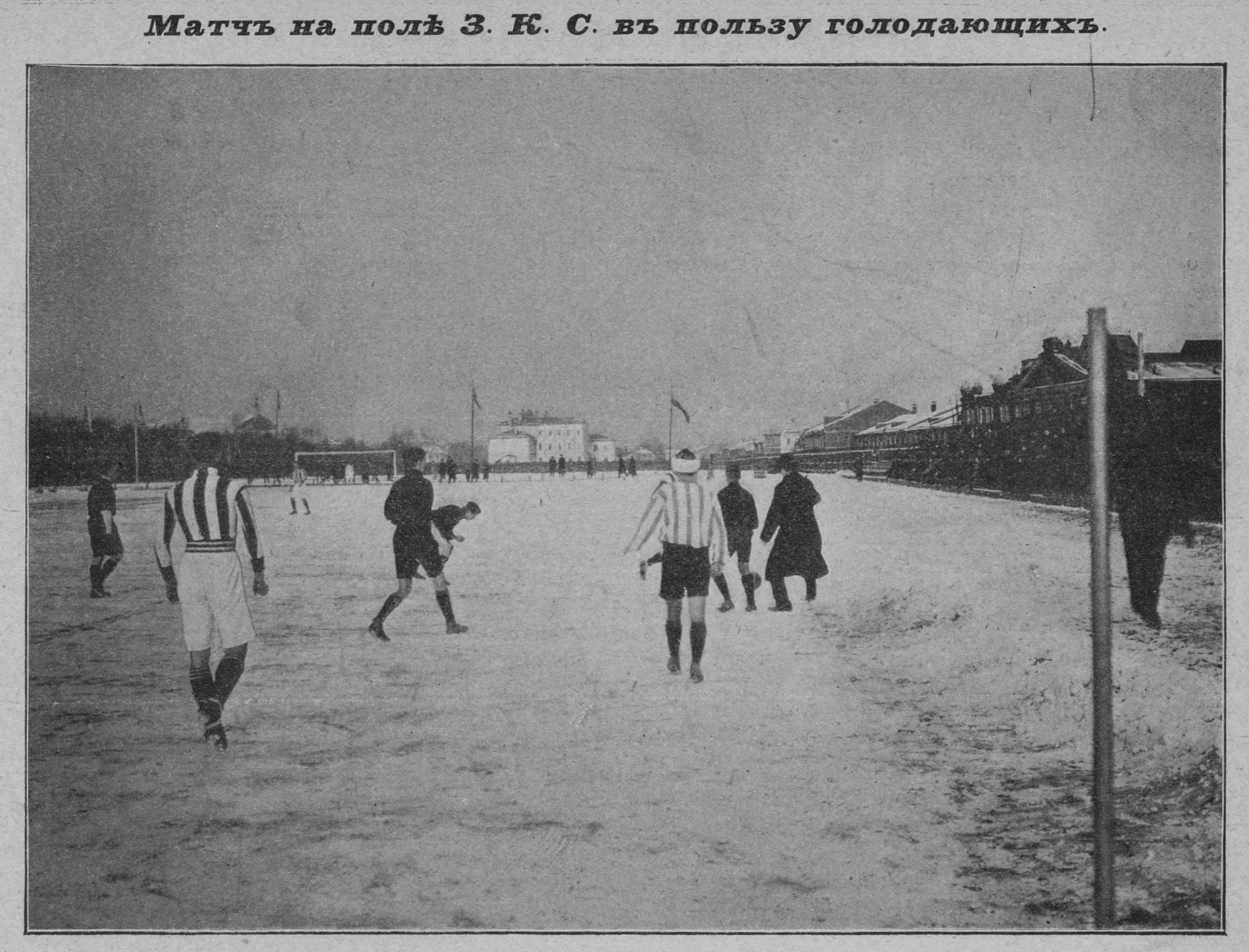
Матч на поле ЗКС в пользу голодающих, 1911 год

Команда изначально базировалась на Кузнецкой улице в Замоскворечье. В 1910 году клуб получает новую площадку на Большой Калужской улице напротив Нескучного сада. 11 апреля 1910 года, после утверждения устава, состоялось официальное открытие. На средства семьи Элисонов на поле уложили дёрн, построили ограждение, скамейки для зрителей, раздевалки для игроков.

## Достижения
- Московская футбольная лига / Кубок КФС-Коломяги
- Чемпион (7): 1914, 1916, 1918 (в), 1918 (о), 1919 (в), 1920 (в), 1922 (о)
- Вице-чемпион (3): 1911, 1917 (в), 1919 (о)
- Бронзовый призёр (3): 1910, 1913, 1922 (в)

- Кубок Тосмена
- Финалист (1): 1919

## Известные игроки
- Григорий Архангельский
- Владимир Блинков
- Константин Блинков
- Михаил Денисов
- Василий Житарев
- Павел Золкин
- Пётр Исаков
- Николай Коротков
- Александр Мартынов
- Владимир Мишин
- Николай Никитин
- Пётр Попов
- Сергей Романов
- Михаил Рущинский
- Валентин Сысоев
- Алексей Шапошников